# Hannah (chanteuse)
Hannah, née le 3 mai 1981,de son vrai nom Hannah Hofer, est une chanteuse autrichienne.

## Carrière
Hannah fait une formation de chant dans le genre pop-rock à la Powervoice Academy à Hanovre puis travaille comme coach vocale et chanteuse. Elle commence sa carrière dans le schlager en 2011 avec l'album Es muss außa. Elle perce deux ans plus tard avec son deuxième album Weiber, es isch Zeit! qui atteint la troisième place des ventes en Autriche. Il est produit par Willy Willmann qui devient son époux le 7 juillet 2014.

## Discographie
Albums
- Es muss außa (2011)
- Weiber, es isch Zeit! (2013)

Singles
- Zoags mir (2013)
- I halts nit aus (2013)
- Schön, dass es dich gibt (2013)
- Barfuß (2014)

## Source de la traduction
- (en) Cet article est partiellement ou en totalité issu de l’article de Wikipédia en anglais intitulé « Hannah (Sängerin) » (voir la liste des auteurs).